# Clupeichthys goniognathus
Clupeichthys goniognathus är en fiskart som beskrevs av Bleeker, 1855. Clupeichthys goniognathus ingår i släktet Clupeichthys och familjen sillfiskar. IUCN kategoriserar arten globalt som livskraftig. Inga underarter finns listade i Catalogue of Life.